# Leucadendron spissifolium
Espèce
Leucadendron spissifolium est une espèce de plantes à fleurs de la famille des Proteaceae. C'est un arbuste dont l'aire de répartition naturelle s'étend au sud-ouest de la province du Cap. Il est endémique des prairies et des zones arbustives d'Afrique du Sud. L'espèce est pyrophyte et nécessite des feux de forêt pour disperser ses graines.

## Description
Leucadendron spissifolium est un arbuste dioïque atteignant 1,3 m de haut. Les feuilles sont étroites et lancéolées, elles mesurent 30 à 50 mm de long. Les tiges sont dures et ligneuses, elles  favorisent une croissance érigée. Cette espèce forme une succession de capitules floraux orange à rouges disposés en grappes. La floraison a lieu en septembre octobre. Les pollinisateurs sont de petits coléoptères. Les fruit sont stockés sur la plante et libérés après un incendie. La dispersion des graines est faite par le vent, les graines sont ailées.

## Répartition et habitat
Leucadendron spissifolium est présent en Gifberg, Cederberg, Koue Bokkeveld, monts Olifants River, Piketberg, péninsule du Cap, Cape Flats, des monts Groot Winterhoek à Langeberg, Waboomsberg, Kogelberg à Elim jusqu'aux monts Riversonderend, Caledon. Il est adapté aux sols gréseux humides sur les versants sud à une altitude variant de 0 à 1 500 m.

## Liste des sous-espèces
Selon GBIF (25 juin 2025) :
- Leucadendron spissifolium subsp. fragrans I.Williams
- Leucadendron spissifolium subsp. natalense (Thode & Gilg) I.Williams
- Leucadendron spissifolium subsp. oribinum I.Williams
- Leucadendron spissifolium subsp. phillipsii (Hutch.) I.Williams
- Leucadendron spissifolium subsp. spissifolium

## Dénomination
En anglais cette espèce est nommée Spear-leaf conebush.

## Systématique
Le nom correct complet (avec auteur) de ce taxon est Leucadendron spissifolium (Knight) I.Williams (d).
L'espèce a été initialement classée dans le genre Euryspermum sous le basionyme Euryspermum spissifolium Knight.
Leucadendron spissifolium a pour synonymes :
- Leucadendron decorum var. minus Buek.
- Leucadendron virgatum f. gnidioides Gand.